# آندریا زلاتیچ
آندریا زلاتیچ (سیریلیک صربی: Андрија Златић؛ زادهٔ ۲۵ ژانویهٔ ۱۹۷۸) ورزشکار ورزش تیراندازی اهل صربستان است.
وی در مسابقات کشوری و بین‌المللی در مجموع برندهٔ ۳ مدال طلا، ۴ مدال نقره، ۲ مدال برنز شده‌است.